# Arcigay

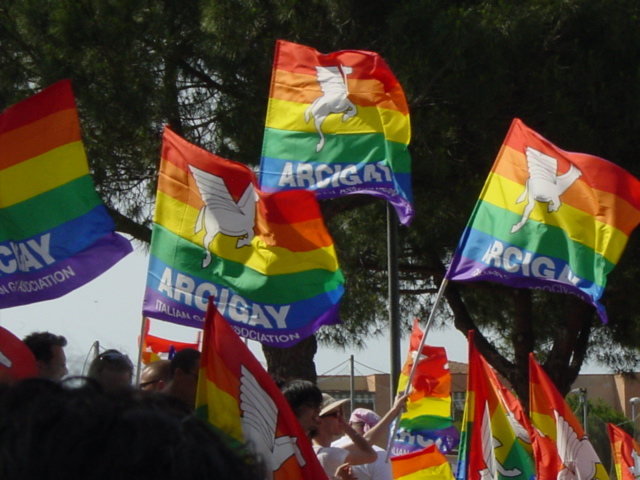
Fahnen von Arcigay beim nationalen Gay Pride 2004

Arcigay – Associazione LGBTI+ italiana ist der wichtigste LGBT-Verband in Italien.
Die Organisation tritt für die Bürgerrechte von homo- und bisexuellen Menschen in Italien ein. Arcigay wurde 1985 gegründet und hatte 2005 nach eigenen Angaben 150.000 Mitglieder. Vorsitzender von Arcigay ist Paolo Patanè, Ehrenvorsitzender ist Franco Grillini.